# Øystre Slidre kommun
Øystre Slidre kommun (norska: Øystre Slidre kommune) är en kommun i Innlandet fylke i Norge. Kommunens centralort är tätorten Heggenes. Kommunen är bland annat känd för vintersportanläggningen Beitostølen som stått som värd för tävlingar i längdåkning och skidskytte. Fjällområdet Jotunheimen sträcker sig in i kommunens norra delar.

## Administrativ historik
Øystre Slidre kommun bildades 1849 genom en delning av Slidre kommun. 1882 överfördes ett område med 31 invånare från Vangs kommun. 1899 överfördes ett obebott område från Øystre Slidre kommun till Vestre Slidre kommun.

## Tätorter
I Øystre Slidre kommun finns tre tätorter:
- Beitostølen
- Heggenes (centralort)
- Moane

## Socknar
Inom Norska kyrkan är Øystre Slidre kommun indelad i fyra socknar:
- Hegge socken
- Lidars socken
- Rogne socken
- Volbu socken

Socknarna ingår i Valdres prosteri i Hamars stift.

## Bilder

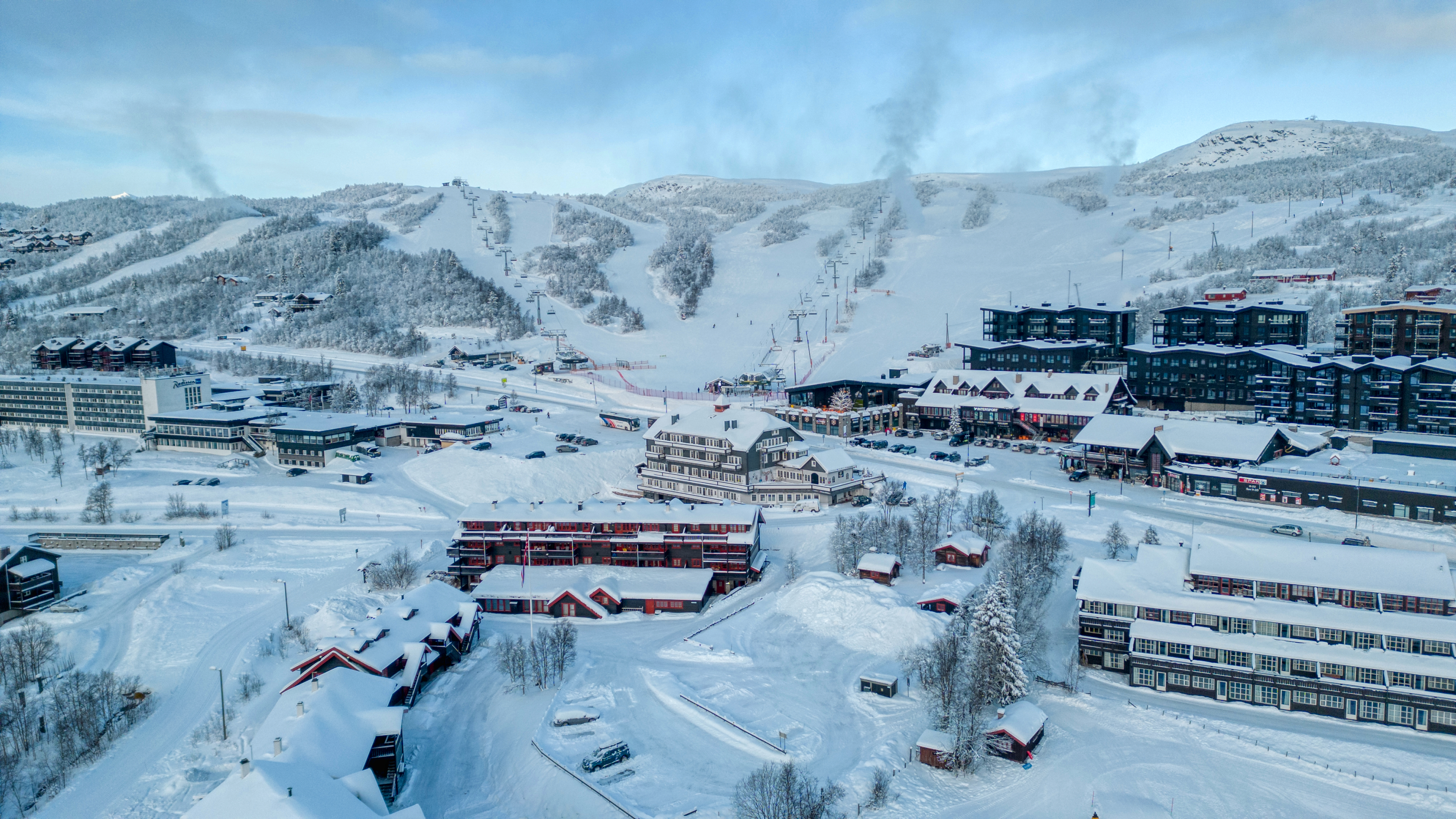
Beitostølen.
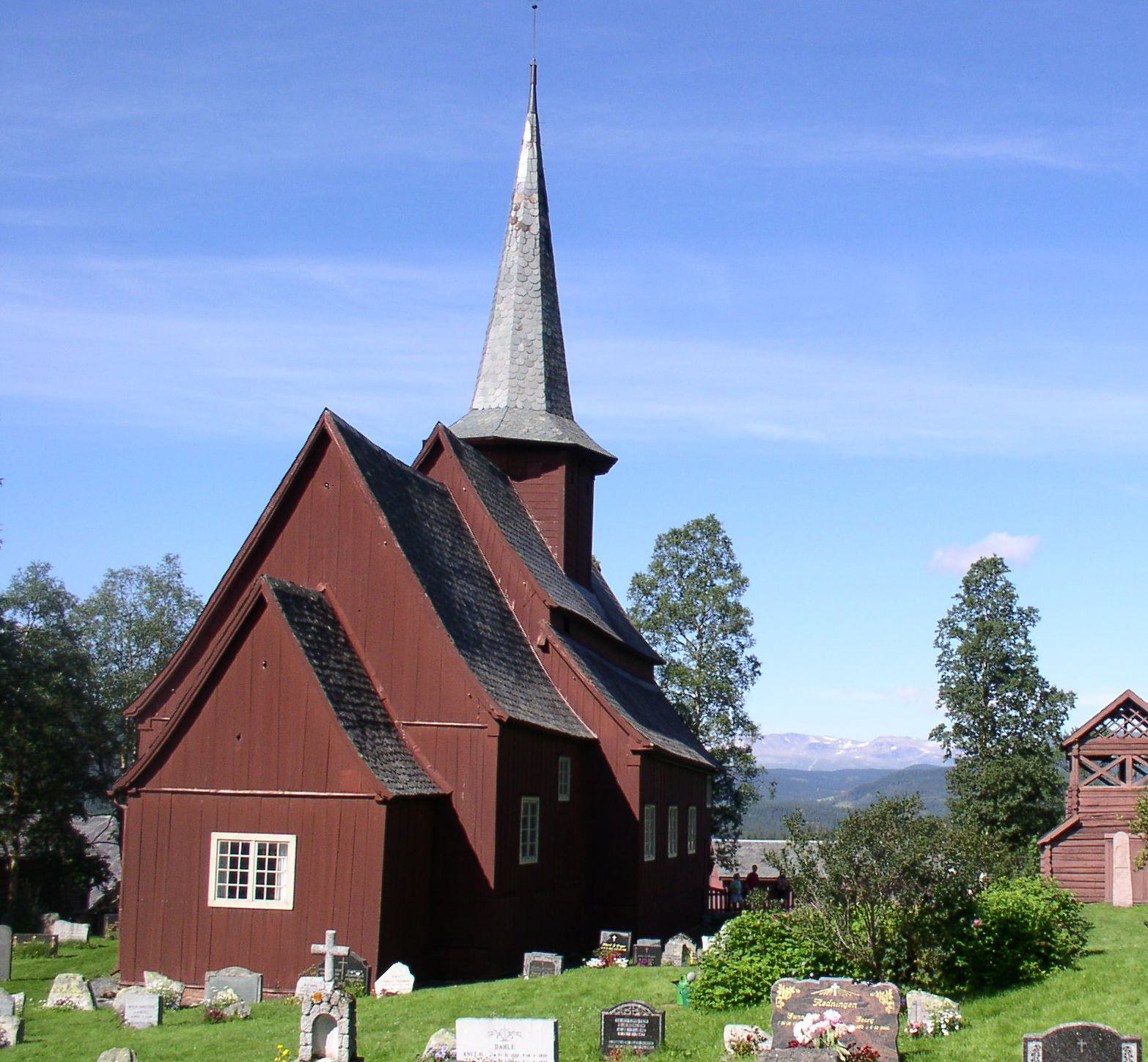
Hegge stavkyrka.